# Епархия Клуж-Герлы
 Епархия Клуж-Герлы (лат. Dioecesis Claudiopolitana-Armenopolitana) — епархия Румынской грекокатолической церкви с центром в городе Клуж-Напока, Румыния.

## История

Территория епархии находится на северо-западе страны

Епархия была учреждена 19 декабря 1853 года под названием «Епархия Герлы, Арменополя и Самош-Уйвара». 5 июня 1930 года название изменено на «Епархия Клуж-Герлы». Современное название дано по двум городам жудеца Клуж: Клуж-Напока и Герла.

## Современное состояние
Епархия объединяет приходы жудеца Клуж на северо-западе Румынии. С 2002 года епархию возглавляет епископ Флорентин Крихылмеану. Кафедральный собор епархии — Собор Преображения Господня. Сокафедральным собором епархии ранее был собор Введения в Герле, однако после запрета грекокатолической церкви в коммунистической Румынии собор был передан Румынской православной церкви. По данным на 2009 год епархия насчитывала 60 000 верующих, 158 приходов и 169 священников.